# Ernst Cohen
Ernst Julius Cohen (7. března 1869 Amsterdam – 5. nebo 6. března 1944 Auschwitz, Generální gouvernement) byl nizozemský chemik, první předseda Královské nizozemské chemické společnosti a rektor Univerzity v Utrechtu.

## Život
Ernst Julius Cohen pocházel z německé rodiny židovského vyznání, která se usadila v Německu. Byl synem ředitele chemické továrny Jacoba (Jacquesa) Cohena (24. března 1833, Düsseldorf – 24. února 1881, Amsterdam) a jeho ženy Nanny Rosenthal (10. května 1835, Hannover – 3. února 1915, Amsterdam). Základní školu navštěvoval v rodném městě, od roku 1886 pokračoval na místním gymnáziu a od roku 1888 studoval chemii na Amsterdamské univerzitě. Zde byl vynikajícím žákem J. H. van 't Hoffa. Během studií pobýval u Henriho Moissana v Paříži a také tři měsíce působil na „Zemědělském výzkumném ústavu“ v Bredě. Promoval 8. listopadu 1893. Obhajobou práce Het bepalen van overgangspunten langs electrischen weg en de electromotorische kracht bij scheikundige omzetting („Stanovení přechodových bodů podél elektrických drah a elektromotorické síly v chemickém výzkumu“) získal titul doktora přírodních věd.
Poté se stal asistentem J. H. van't Hoffa, po jeho odchodu do Berlína asistoval v Amsterdamu H. W. B. Roozenboomovi a v roce 1896 se zde stal docentem fyzikální chemie. V roce 1899 studoval u Svante Arrhenia ve Stockholmu. 24. října 1901 byl jmenován mimořádným profesorem fyzikální chemie na Amsterdamské univerzitě, svou práci zde 9. prosince téhož roku zahájil přednáškou „O extrémech v oblasti obecné a fyzikální chemie“ (nizozemsky Uitersten op het gebied der algemeene of physische chemie). 23. června 1902 se stal profesorem chemie na Univerzitě v Utrechtu. V Utrechtu se podílel organizačně i na chodu školy a v akademických rocích 1915–1918 zde byl rektorem. V roce 1939 zde získal čestný doktorát. Po německém obsazení Nizozemska byl Ernst Cohen internován v několika koncentračních táborech, mezi jinými i v tranzitním táboře Westerbork. Zahynul v plynové komoře koncentračního tábora Auschwitz II – Birkenau.

## Dílo

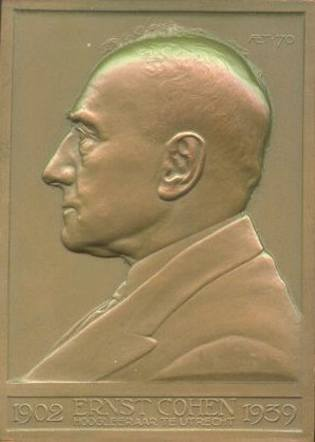
Pamětní deska E. J. Cohena (1902-1939)
dílo neznámého umělce, autor fotografie z roku 1939 neznámý, osud desky taktéž neznámý

Cohen se věnoval především alotropii kovů, zejména cínu (příčině cínového moru). Kromě toho se zabýval i polymorfií prvků a sloučenin, fotochemií, elektrochemií (chemie galvanických článků a piezoelektřina), korozí ale i historií vědy (kromě jiných ho zajímal Herman Boerhaave). V roce 1907 napsal knihu o historii oxidu dusného a biografii nositele Nobelovy ceny J. H. van't Hoffa. Celkem publikoval více než 400 vědeckých článků a několik knih. Margit Szöllösi-Janze ve své knize Science in the Third Reich (Věda ve Třetí říši) uvádí, že: „Cohen se s velkým úsilím podílel na obnovení vztahů západoevropských vědců se svými německými kolegy po první světové válce“.

### Ocenění
Ernst Cohen byl od roku 1903 prvním předsedou Nizozemské chemické společnosti. V roce 1913 se stal členem Královské nizozemské akademie věd (v roce 1942 byl donucen rezignovat). 6. prosince 1924 byl zvolen korespondujícím členem Akademie věd SSSR. V roce 1919 se stal prvním prezidentem nově založené Mezinárodní unie pro čistou a užitou chemii (Union Internationale de la Chimie Pure et Appliquée).
- 1923
  - čestný člen Chemical Society v Londýně
  - čestný doktorát Univerzity v Cambridgi
- 1925
  - korespondující člen Göttingenské akademie věd
  - čestný člen Royal Institution v Londýně
  - čestný doktorát Technické univerzity v Karlsruhe
- 1926
  - člen (fellow) Královské společnosti[7]
  - čestný člen Rumunské chemické společnosti v Bukurešti
  - čestný člen Americké a Německé chemické společnosti v Berlíně
  - čestný doktorát University of Pennsylvania.

Získal Zlatou medaili „Batávské společnosti experimentální filozofie“ (Bataafs Genootschap voor Proefondervindelijke Wijsbegeerte) v Rotterdamu a v roce 1923 byl jmenován rytířem Řádu nizozemského lva.

## Dílo
výběr
- Het bepalen van overgangspunten langs electrischen weg en de electromotorische kracht bij scheikundige omzetting. 1893
- Experimentaluntersuchung über die Dissociation Gelöster Körper in Alkohol-Wassergemischen. 1897
- Allotropieën. 1904
- Das Lachgas. Eine chemisch-kulturhistorische Studie. 1907
- Jacobus Henricus van 't Hoff. Sein Leben und Wirken. 1912
- Herman Boerhaave en zijne beteekenis voor de chemie. 1918
- Piezochemie kondensierter Systeme. 1919
- Pasteur's échec in het "Institut". 1923
- Viftig jaren uit de geschiedenis eener theorie (1874-1924) Hare grondleggers. 1924
- Het leven van Joseph Achille Le Bel. 1924
- Physicochemical Metamorphosis and some Problems in Piezochemistry. 1926
- Uit het land van Benjamin Franklin. 1928